# Éliminatoires de la Coupe du monde de football 2018 : zone Afrique, groupe E
Navigation
Groupe D
Le groupe E des éliminatoires de la Coupe du monde 2018 est composé de l'Égypte, du Ghana, de l'Ouganda et du Congo.
Seul le 1er est qualifié pour la coupe du monde 2018. En cas d'égalité de points, à l'issue des matchs de groupe, celui-ci est désigné suivant les critères de la FIFA.

## Classement
| Rang | Équipe  | Pts | J | G | N | P | Bp | Bc | Diff |  | Résultats (▼ dom., ► ext.) |     |     |     |     |
| ---- | ------- | --- | - | - | - | - | -- | -- | ---- |  | -------------------------- | --- | --- | --- | --- |
| 1    | Égypte  | 13  | 6 | 4 | 1 | 1 | 8  | 4  | +4   |  | Égypte                     |     | 1-0 | 2-0 | 2-1 |
| 2    | Ouganda | 9   | 6 | 2 | 3 | 1 | 3  | 2  | +1   |  | Ouganda                    | 1-0 |     | 0-0 | 1-0 |
| 3    | Ghana   | 7   | 6 | 1 | 4 | 1 | 7  | 5  | +2   |  | Ghana                      | 1-1 | 0-0 |     | 1-1 |
| 4    | Congo   | 2   | 6 | 0 | 2 | 4 | 5  | 12 | -7   |  | Congo                      | 1-2 | 1-1 | 1-5 |     |

- Le Congo est éliminé depuis le 5 septembre 2017 à la suite de sa défaite (1-5) face au Ghana conjuguée à la victoire (1-0) de l'Égypte face à l'Ouganda.
- Le Ghana et l'Ouganda sont éliminés depuis le 8 octobre 2017 en partageant l'enjeu (0-0) conjuguée à la victoire de l'Égypte ((2-1) face au Congo) qui s'assure de terminer premier du groupe et se qualifie pour la Coupe du monde de football de 2018.

## Résultats et calendrier
Le calendrier du groupe E a été publié par la FIFA le 24 juin 2016, suivant le tirage au sort au Caire en Égypte.
| 1re journée                | Ghana                        | 0 – 0   | Ouganda | Tamale Stadium, Tamale       |                              |
| 7 octobre 2016 15:30 UTC+1 |                              | (0 - 0) |         | Arbitrage : Mohamed El-Fadil | Arbitrage : Mohamed El-Fadil |
| 7 octobre 2016 15:30 UTC+1 | Rapport (FIFA) Rapport (CAF) |         |         | Arbitrage : Mohamed El-Fadil | Arbitrage : Mohamed El-Fadil |

| 9 octobre 2016 | Congo                        | 1 – 2   | Égypte               | New Kintele Stadium, Brazzaville |                           |
| 15:30 UTC+1    | Doré 24e                     | (1 - 1) | 41e Salah · 58e Saïd | Arbitrage : Denis Dembélé        | Arbitrage : Denis Dembélé |
| 15:30 UTC+1    | Rapport (FIFA) Rapport (CAF) |         |                      | Arbitrage : Denis Dembélé        | Arbitrage : Denis Dembélé |

| 2e journée                   | Ouganda                      | 1 – 0   | Congo | Mandela National Stadium, Kampala |                               |
| 12 novembre 2016 16:00 UTC+1 | Miya 18e                     | (1 - 0) |       | Arbitrage : Mehdi Abid Charef     | Arbitrage : Mehdi Abid Charef |
| 12 novembre 2016 16:00 UTC+1 | Rapport (FIFA) Rapport (CAF) |         |       | Arbitrage : Mehdi Abid Charef     | Arbitrage : Mehdi Abid Charef |

| 13 novembre 2016 | Égypte                       | 2 – 0   | Ghana | Alexandria Stadium, Alexandrie |                                |
| 16:00 UTC+1      | Salah 43e (pen.) · Saïd 86e  | (1 - 0) |       | Arbitrage : Eric Otogo-Castane | Arbitrage : Eric Otogo-Castane |
| 16:00 UTC+1      | Rapport (FIFA) Rapport (CAF) |         |       | Arbitrage : Eric Otogo-Castane | Arbitrage : Eric Otogo-Castane |

| 3e journée               | Ghana                        | 1 – 1   | Congo       | Baba Yara Stadium, Kumasi    |                              |
| 1er septembre 2017 15:30 | Partey 85e                   | (0 - 1) | 18e Bifouma | Arbitrage : Youssef Essrayri | Arbitrage : Youssef Essrayri |
| 1er septembre 2017 15:30 | Rapport (FIFA) Rapport (CAF) |         |             | Arbitrage : Youssef Essrayri | Arbitrage : Youssef Essrayri |

| 31 août 2017 | Ouganda                      | 1 – 0   | Égypte | Mandela National Stadium, Kampala   |                                     |
| 15:00        | Okwi 51e                     | (0 - 0) |        | Arbitrage : Ali Lemghaifry Bouchaab | Arbitrage : Ali Lemghaifry Bouchaab |
| 15:00        | Rapport (FIFA) Rapport (CAF) |         |        | Arbitrage : Ali Lemghaifry Bouchaab | Arbitrage : Ali Lemghaifry Bouchaab |

| 4e journée             | Congo                        | 1 – 5   | Ghana                               | New Kintele Stadium, Brazzaville |                            |
| 5 septembre 2017 15:30 | Ayyet 43e                    | (1 - 3) | 23e 84e Boakye · 26e 45e 68e Partey | Arbitrage : Redouane Jiyed       | Arbitrage : Redouane Jiyed |
| 5 septembre 2017 15:30 | Rapport (FIFA) Rapport (CAF) |         |                                     | Arbitrage : Redouane Jiyed       | Arbitrage : Redouane Jiyed |

| 5 septembre 2017 | Égypte                       | 1 – 0   | Ouganda | Alexandria Stadium, Alexandrie |                          |
| 20:00            | Salah 6e                     | (1 - 0) |         | Arbitrage : Victor Gomes       | Arbitrage : Victor Gomes |
| 20:00            | Rapport (FIFA) Rapport (CAF) |         |         | Arbitrage : Victor Gomes       | Arbitrage : Victor Gomes |

| 5e journée           | Égypte                       | 2 – 1   | Congo            | Stade Borg Al Arab, Borg Al Arab |                            |
| 8 octobre 2017 19:00 | Salah 63e 90e (pen.)         | (0 - 0) | 88e Bouka Moutou | Arbitrage : Bakary Gassama       | Arbitrage : Bakary Gassama |
| 8 octobre 2017 19:00 | Rapport (FIFA) Rapport (CAF) |         |                  | Arbitrage : Bakary Gassama       | Arbitrage : Bakary Gassama |

| 7 octobre 2017 | Ouganda                      | 0 – 0   | Ghana | Mandela National Stadium, Kampala |                            |
| 16:00          |                              | (0 - 0) |       | Arbitrage : Daniel Bennett        | Arbitrage : Daniel Bennett |
| 16:00          | Rapport (FIFA) Rapport (CAF) |         |       | Arbitrage : Daniel Bennett        | Arbitrage : Daniel Bennett |

| 6e journée             | Ghana                        | 1 – 1   | Égypte         | New Cape Coast Stadium, Cape Coast |                             |
| 12 novembre 2017 18:00 | Gyasi 64e                    | (0 - 0) | 61e Abdelrazek | Arbitrage : Malang Diedhiou        | Arbitrage : Malang Diedhiou |
| 12 novembre 2017 18:00 | Rapport (FIFA) Rapport (CAF) |         |                | Arbitrage : Malang Diedhiou        | Arbitrage : Malang Diedhiou |

| 12 novembre 2017 | Congo                        | 1 – 1   | Ouganda    | New Kintele Stadium, Brazzaville |                              |
| 18:00            | Baudry 10e                   | (1 - 1) | 11e Karisa | Arbitrage : Mohamed El-Fadil     | Arbitrage : Mohamed El-Fadil |
| 18:00            | Rapport (FIFA) Rapport (CAF) |         |            | Arbitrage : Mohamed El-Fadil     | Arbitrage : Mohamed El-Fadil |

## Buteurs
Tableau mis à jour après les résultats de la 5e journée
| Position | Joueur              | Pays    | Buts |
| -------- | ------------------- | ------- | ---- |
| 1        | Mohamed Salah       | Égypte  | 5    |
| 2        | Thomas Partey       | Ghana   | 4    |
| 3        | Abdallah Saïd       | Égypte  | 2    |
| -        | Richmond Boakye     | Ghana   | 2    |
| 5        | Lloyd Ayyet         | Congo   | 1    |
| -        | Thievy Bifouma      | Congo   | 1    |
| -        | Arnold Bouka Moutou | Congo   | 1    |
| -        | Férébory Doré       | Congo   | 1    |
| -        | Farouk Miya         | Ouganda | 1    |
| -        | Emmanuel Okwi       | Ouganda | 1    |